# Дудиха
Дудиха — деревня в Вышневолоцком городском округе Тверской области.

## География
Деревня находится в центральной части Тверской области, в зоне хвойно-широколиственных лесов, в пределах Вышневолоцкой низины, на западном берегу озера Ольшево, при автодороге 28К-0034, на расстоянии примерно 17 километров (по прямой) на северо-восток от Вышнего Волочка, административного центра округа.

### Климат
Климат характеризуется как умеренно континентальный, с относительно мягкой зимой и прохладным влажным летом. Средняя температура воздуха самого холодного месяца (января) — −9,5 — −10 °C; самого тёплого месяца (июля) — 17 — 17,5 °C. Безморозный период длится около 120 дней. Годовое количество атмосферных осадков составляет в среднем 550—600 мм, из которых большая часть (350—400 мм) выпадает в период с апреля по октябрь. Снежный покров держится в течение 140—150 дней.

## История
По местным данным упоминалась с XVI века. Была отмечена на карте Менде (состояние местности на 1848 год).
До 2019 года входила в состав ныне упразднённого Дятловского сельского поселения Вышневолоцкого муниципального района. В деревне восстановлена часовня Флора и Лавра.

## Население
| 2010 |
| ---- |
| 27   |

Численность населения составляла 168 человек (1859 год), 22 (русские 95 %) в 2002 году, 27 в 2010.

## Инфраструктура
Личное подсобное хозяйство с зоной сельскохозяйственного использования, индивидуальная застройка усадебного типа. В 1859 году здесь (деревня Вышневолоцкого уезда) было учтено 27 дворов, в 1928 −31.

## Достопримечательности
Часовня Флора и Лавра

## Транспорт
Автобусное сообщение с райцентром. Остановка общественного транспорта «Поворот на Дудиху».